# Леспарру
Леспарру́ (фр. Lesparrou) — коммуна во Франции, находится в регионе Юг — Пиренеи. Департамент коммуны — Арьеж. Входит в состав кантона Лавлане. Округ коммуны — Фуа.
Код INSEE коммуны — 09165.

## Население
Население коммуны на 2008 год составляло 243 человека.
| 1962 | 1968 | 1975 | 1982 | 1990 | 1999 | 2008 |
| ---- | ---- | ---- | ---- | ---- | ---- | ---- |
| 316  | 387  | 366  | 291  | 290  | 265  | 243  |

## Экономика
В 2007 году среди 157 человек в трудоспособном возрасте (15—64 лет) 102 были экономически активными, 55 — неактивными (показатель активности — 65,0 %, в 1999 году было 66,3 %). Из 102 активных работали 92 человека (45 мужчин и 47 женщин), безработных было 10 (6 мужчин и 4 женщины). Среди 55 неактивных 11 человек были учениками или студентами, 27 — пенсионерами, 17 были неактивными по другим причинам.